# GEAR戦士電童
『GEAR戦士電童』（ギアファイターでんどう）は、2000年10月4日から2001年6月27日までテレビ東京系で放送されたサンライズ製作のロボットアニメ。全38話。

## 概要
スポンサーサイドの企画商品「電童」からの販促用アニメーションとして制作された。企画段階では多数のGEAR戦士が試合を行い勝敗を競うというゲーム的展開なども考えられていたが、不採用に（企画初期のプランの一部はDVD付属のブックレットなどで見ることができる）。
監督の福田己津央、キャラクターデザインの久行宏和、メカニカル作画担当の重田智など2000年に完結した新世紀GPXサイバーフォーミュラシリーズの制作スタッフと主要キャストの多くが、本作にも名を連ねている。一方、北斗役の進藤尚美は本作がアニメ初主演で、後の機動戦士ガンダムSEEDシリーズにも同様に本作の制作スタッフと主要キャストの多くが参加している。
福田己津央監督が最初に考えたのは「双子によるツインパイロット」だったが、キャラクターの混同など難しい点が多いという問題が指摘され、かなり早い段階で「同格の少年二人の友情物語」という路線で企画されたという。スポンサーサイドの年齢的なターゲットは小学校高学年前後の少年だったらしい。が、謎の少女、戦う母、熱血青年、仮面の男、アイドルグループと、監督らスタッフの考えによるターゲットはかなり幅広い年齢層であったということが、後のインタビューなどで語られている。
本作の制作時期は、アニメの制作環境が旧来のセル彩色、フィルム撮影からコンピュータ上での彩色から編集へと移行していく過渡期に当たり、そのため後半へ行くほどコンピュータ制作の割合が増えている。トゥーンシェーディングの3DCGも使われているが、こちらに関しては当時のコンピュータの処理能力の限界の低さや技術的蓄積の不足と予算の関係からバンクカットのごく一部にとどまっている。

## ストーリー
ある日光る何かが宇宙より墜落し炎上、そこから6色の光が何処かへと飛び去った。その対岸の砂浜によろめきながら歩く蒼い髪の少女がいた。力尽き倒れたその傍らには2つの携帯端末が、そこへ助け寄る人影があった。
その17年後のある日、人類の抹殺を目論む機械生命体ガルファの巨大要塞・螺旋城が月へと飛来した。要塞からは配下のロボット「機獣」が地球へと進軍を開始する。星見町へ引越しして来た少年・草薙北斗は、小学校の校庭で拳法の練習をする少年・出雲銀河と出会う。その直後、迎撃衛星を取り込んだ何機もの機獣が飛来し、町への攻撃を始めるのだった。家族が心配になった2人は帰宅を急ぐが、途中で泣いている迷子の少女を見つけ、それを救おうとした。機獣が彼らに狙いを定め攻撃するその刹那、同時に床を割って巨大な青いロボットが現れ、驚く2人を自ら胸部のコクピットへと迎え入れた。それこそ人類の希望「GEAR戦士電童」である。

## 登場人物

### GEAR（ギア）
出雲銀河（いずも ぎんが）
声 - 松岡洋子
主人公の一人。星見小学校5年1組在籍。11歳。5月5日生まれ。血液型はB（RH+）型。身長145cm。体重41.8kg。
家族構成は両親・妹との4人で、他にも（劇中での本人の弁から）従姉がいる模様。妹の乙女を溺愛。母親のみどりは師であると同時に脅威的存在であるが、行き詰まると相談するなど誰よりも頼りにしている。
少林寺拳法の使い手で、考えるよりまず行動が先の肉体派。問題にぶち当たると投げ出す癖がある。好きな学科は体育と図画工作。母親と先生とお化け、勉強と北斗の飼い犬ジュピターが大の苦手。林檎の皮剥きとカレー作りが得意。
アイドルグループ『C-DRiVE』の一人ユキの大ファンで、出演番組をビデオデッキで録画しながらテレビ画面をビデオカメラで撮影し、さらに録音までするなどかなりマニアックなファンであり、公式サイト掲載コミカライズでは「萌え」発言が飛び出す始末である。彼女の大判ポスターは命より大事だと豪語する。
宿題などの忘れ物チャンピオン。古いロボットアニメの武器に詳しいことを披露。ニュータイプへの理解度が高いらしく、「（自分の父親は）マジでそんな感じ」と断言。
北斗との出会いがきっかけで共に電童のパイロットに選ばれ、戦士として成長していく。月の螺旋城破壊作戦から、凰牙のシステムを移植された電童に単独で搭乗し、最終決戦直前に戻されて再び二人で搭乗する。
本作のキャラクターデザインを務めた久行宏和は、銀河のキャラクターはかつて自身が作画スタッフとして参加していた『勇者警察ジェイデッカー』の頃より暖めていたものであると語っている。
草薙北斗（くさなぎ ほくと）
声 - 進藤尚美
主人公の一人。星見小学校5年1組在籍。11歳。7月7日生まれ。血液型はA（RH+）型。身長147.6cm。体重42.5kg。幼少時アメリカに滞在していた経験あり。
思慮深い知性派で勉強も得意。好きな学科は算数。特筆すべき特技は他人の動作を自分の身体で再現できる能力の高さで、初めて電童を操縦した際に練習もなく銀河の技を成功させた。コンピュータとサッカーなども得意。洗濯物を畳むのがプロ並みだが、料理は手伝わないらしく料理道具の名前も無知。足の多い蟲が苦手。乗り物やロボットなどのメカが大好きで、部屋のポスターはスペースシャトルとフォーミュラカー。メカ好きが高じてロボットアニメは観ていたらしく、プラモデルを作ったり「ニュータイプじゃあるまいし…」と譬えたりもする。他にもビリヤードなど幅広い趣味を持つ。ペットでは犬が好き。
引っ越して来たその日にガルファの襲来を受けて銀河と共に電童に選ばれた。地球人とアルクトス人との混血であると発覚するなど、幾多の困難や運命に弄ばれるも、持ち前の機転の良さと前向きな心で乗り越えて行く。
月の螺旋城破壊作戦から、アルテアから託された騎士凰牙に単独で搭乗し、最終決戦直前に再び電童へ戻り2人で搭乗する。
ベガ / 草薙織絵（くさなぎ おりえ）
声 - 三石琴乃
GEAR副司令官。常にマスクで素顔を隠し、長い金髪が目立つ謎の女性。戦闘用バイク「ワルキューレ」を駆り戦いをサポートするが、生身でもかなりの戦闘能力を持ち、特殊金属製メジャーを初めとする武器の扱いに長ける。服は特殊素材製。8月27日生まれ。28歳。血液型はAB（RH-）型。
本来は電童の正規パイロットであり、正体は北斗の母「織絵」。だがそれもまた仮初の姿であり、真の正体はガルファに滅ぼされた惑星アルクトスの皇女。
母星の滅亡と共に地球に流れ着いたところを西園寺実に救われ、「西園寺織絵」の名で養子として引き取られる。その後、家庭教師であった草薙圭介と恋愛関係に発展し結婚、息子の北斗を設けた。
自宅と併設する喫茶店「ポラール」の経営者でもある。ポラールは北極星の意味だが、アルクトスの旧首都の名であることから。
冷静な印象だが、悩む銀河と北斗を叱咤激励する強気な一面や、危うく北斗に正体をばらしそうになったり、停電に見舞われた自宅でつまづいたり、狭い隙間に入ったものの、胸がつかえて奥に入れなくなるといった少しおっちょこちょいな一面も見せる。さらには吉良国と共にセルブースターに搭乗し後部座席に乗った際、彼がバランスをとりづらい理由として「今日は後ろが重くって」と発言したためムッとするといった女性的な一面も。
実際の瞳と髪の色はライトグリーンだが地球では目立つため、古代アルクトス文明の遺産『染め粉』で茶色に染めている。副指令ベガの時の金髪はカツラ。
エリス・ウィラメット
声 - 鶴野恭子
GEARアメリカより派遣されたデータウェポンの主任研究員の少女。銀河と北斗のクラスにお目付け役として編入してきた。6月13日生まれ。趣味はバスフィッシング。家族構成は父ボリスと母アリス。日本人の祖父の血を引いているクォーターで、流暢な日本語は祖父に習ったらしい。
10歳でマサチューセッツ工科大学を卒業した天才児であり、それゆえ勝気で生真面目なところもあるが、2人を心配し励ます気配りを見せる。勉強以外はやや不得手であり、特に体育は苦手で逆上がりが全くできない。少し惚れっぽいような言動あり。
序盤では銀河と北斗が契約したDWの契約を誤って解除し逃がしてしまったこともあったが、終盤ではラゴウウイルスを複製、搭載したミサイルでゼロにダメージを与えることに成功した。
渋谷（しぶや）長官
声 - 西村知道
GEARの最高責任者。4月10日生まれ56歳。剣道二段、柔道三段、書道三段の有段者。温厚な性格で子供にも理解がある。好きな言葉は「泰然自若」。
組織の創設に多少の関わりを持つ。西園寺を「御前（ごぜん）」と呼び、ベガの正体を知っているなど、かなり以前からの知り合い。
隠居したら陶芸家になりたいらしい。
Dr.井上（ドクターいのうえ）
声 - 高戸靖広
GEARメカニック担当。6月4日生まれ32歳。おもちゃ会社に勤務の経歴があり、趣味を活かして開発に勤しんでいる。
宇宙戦艦ファイティングアースと地底戦車ペルシダーをユニコーンたちが死にかけた折に吸収され嘆く。
初対面で「武器は無いの?」と北斗が挙げた種類の武器を、そのまま試作武器として発案および制作してしまった張本人。
吉良国進（きらくに すすむ）
声 - 野島健児
GEARスタッフの一人。2月14日生まれ、26歳。サンデーレースの優勝常連。電童のパイロット候補で一時は青のギアコマンダーを託されていた。父の名は肇。
ガルファが初めて地球に襲来した際、交通渋滞で足止めされ電童に乗り遅れる。電童が銀河と北斗を選んだ後は、彼らのサポート役に徹する良き兄貴分。後にセルファイターとセルブースター1号機のパイロットを担当。
元々、星見野アミューズメントパークでバイトをしていた折に偶然本部を見つけ、ヒーローに憧れていたということもあり無理矢理入隊してしまったという過去を持つ。クレー射撃の腕はオリンピッククラス。ヒーロー物が好きなので、Dr.井上と話が合う、
実は良家の御曹司である。同じく良家の出身である愛子とお見合いをする羽目になり、「結婚するのか?」などの質問に「しません!」と答えながらも、それを切っ掛けにして親密な仲となる。
浅野愛子（あさの あいこ）
声 - 芳野美樹
GEAR本部のオペレーター。2月14日生まれ。GEAR本部で唯一メテオをチェスで負かす人物。久美たちからは「愛ちゃん」の愛称で呼ばれる。
RPGダンジョンゲームに嵌り遅刻ギリギリの出勤が多いが、G・ウィッター襲来の際は電磁波の影響で出撃できなくなったセルファイターを配線配置替えでリフトアップさせ、ハイパーデンドーデンチの発射のマニュアル操作の誤差修正をしたほどの才女。
良家のお嬢様であり、偶然吉良国と見合いをさせられてからは、互いを意識するようになった。
早瀬久美（はやせ くみ）
声 - 根谷美智子
GEAR本部のチーフオペレーター。栗毛のショートヘアで美人。後半、凰牙の出撃オペレーターを担当。
リンダ・スー
声 - 加藤優子
GEAR本部のオペレーター。お下げ髪の女性でおとなしい性格。
クリス・ウェルナー
声 - 一条和矢
GEAR本部のオペレーター。男性オペレーターのリーダー格。白人で金髪碧眼が特徴。
ダン・マクレガー
声 - 石塚堅
GEAR本部のオペレーター。黒人で、クリスと妙に気が合う。
ケニー・松村（ケニー・まつむら）
声 - 石川大介
GEAR本部のオペレーター。男子オペレーター内では影が薄い。
リズ
GEARイギリス所属の女性隊員。セルファイター開発責任者。
西園寺実（さいおんじ みのる）
声 - 岸野一彦
北斗の祖父。車椅子を愛用。地球に逃げ延びた幼いベガを救い、養女として育てた人物。日本政財界の影の重鎮であり、ガルファの脅威に世界の首脳陣に働きかけ私財を投入しGEARを創設する。
黒崎（くろさき）
声 - 石川大介
西園寺のSP。ビリヤードが得意で、小学生の北斗に負けたくないからとハンデを無くすなど、実は負けず嫌い。
山下（やました）
西園寺家のシェフ。北斗は西園寺家で彼の料理が食べるのが楽しみ。

### 地球側
出雲みどり（いずも みどり）
声 - 加藤優子
銀河と乙女の母親。4月15日生まれ36歳。少林寺拳法の達人であり、月森町にある道場の師範代。その実力は自宅の巨木をなぎ倒すほど。息子にとっては恐怖の対象でもある。モットーは「気持ちの負けが本当の負け」・「力は心なり」。
戦闘中の電童の構えや癖を見て操縦しているのは銀河であると気づき、その戦いを陰ながら見守る。月の螺旋城戦では避難もせず自宅で一人水垢離で勝利を祈願。元広島の女暴走族集団「暗怒露女蛇（あんどろめだ）」15代総長の肩書きを持つ。源一に一目惚れし、押し掛け女房になった。織絵の素性を知った後はポラールの留守を守る。
出雲乙女（いずも おとめ）
声 - 根谷美智子
銀河の妹。4歳。わがままで甘えん坊。嫌いな食べ物はニンジン。5つに分けた独特の髪型が特徴。
バルコニーで居眠りをしていたレオサークルを見つけ、友達になる。嬉しい時の行動パターンは兄と瓜二つ。出雲家には彼女が定めた「乙女ルール」なるものがあり、これを破るとしばらく出雲家内でトイレが使えなくなる（拗ねた彼女がトイレに籠もってしまうため）。
電童がエレキデスを用いたガルファの作戦によってエネルギー切れに陥った際には、自身のおもちゃの電池を電力として提供した。
出雲源一（いずも げんいち）
声 - 速水奨
銀河と乙女の父。報道記者。行った先の文化をすぐ吸収してしまい、帰国しても抜けないまま外国語まじりの言葉と行動で周囲を翻弄する。息子の嘘をことごとく見破るため、尊敬と脅威の対象でもある。
電童のスクープを取ろうとした際にパイロットが銀河と北斗であることを知るが、秘密にする理由があると悟り黙認した。出張が多く留守がちで家庭にあまり近寄らないが、螺旋城決戦ではビルの屋上から勝利を見守る。
出雲源太郎（いずも げんたろう）
声 - 河合義雄
銀河と乙女の祖父。電子囲碁が趣味。電童がガルファの作戦によってエネルギー切れに追いやられた際には、電童を救うために自転車による人力発電に協力した。
草薙圭介（くさなぎ けいすけ）
声 - 一条和矢
北斗の父親であり織絵の夫。日東テレビのアナウンサーで、報道キャスター。趣味はサッカーとサーフィン。プロサッカーチーム「サンライズ」の熱烈なサポーター。10月12日生まれのO型で32歳。
織絵とは家庭教師と教え子の関係から後に大恋愛を経て結婚。織絵が異星人であることを知らされていなかったが、ガルファに連れ去られてしまった一件を機に、息子が電童のパイロットであることも含め真実を知ることになる。その後も妻への愛を変えることはなく、その勝利を祈りながら、螺旋城決戦以降もキャスターの任を全うし続けた。
ジュピター
草薙家の雄の飼い犬。白黒のボーダーコリーだが、普通よりも体が大きい。
命令を理解し従う忠犬らしく、1話で幼女（美味ちゃん）を助ける際に北斗の指示で背に乗せて走るなど、多芸。銀河を見るとなぜか吠える。北斗が拉致された時に銀河へ訴えかけるいじらしい面もあった。
ボリス・ウィラメット
声 - 西村知道
エリスの父親。
アリス・ウィラメット
声 - 三重野瞳
エリスの母親。髪の色は彼女の遺伝。夫と同様に過保護。
大岩冴子（おおいわ さえこ）
声 - 根谷美智子
主人公ら5年1組の担任。26歳独身で、マンション在住。普段は優しいが怒ると怖い。ダテ眼鏡らしい。
一度銀河と北斗のギアコマンダーを没収し、マンションの自室に持ち帰ったことがあったが、それが原因でDWを狙ったフィーラーに自室を荒らされ、翌日学校を休む羽目に。
伊集院伸介（いじゅういんしんすけ）
声 - 日比野朱里
5年1組のクラスメイト。
サラ・ギャラガー
5年1組のクラスメイト。父親がイギリス人で金髪碧眼。
金泰栄（きんたいえい）
5年1組のクラスメイト。韓国人。
時高夏美（ときたかなつみ）
声 - 有島もゆ
5年1組のクラスメイト。父親は銀河の通う拳法道場の師範。
宮城亮（みやぎりょう）
5年1組のクラスメイト。いじめられっ子で巨人ファン。
篠原知世（しのはらともよ）
中井準（なかいじゅん）
中澤礼子（なかざわれいこ）
声 - 小林由美子
5年1組のクラスメイト。
ミキ
声 - 菊地祥子 / 歌 - 伊藤あゆみ
人気アイドルグループC-DRiVEのリーダー。ハキハキしたストレートな性格。
サキ
声 - 高橋美佳子 / 歌 - 川鍋ゆみ
C-DRiVEのメンバー。メインボーカルを務める。ミキとはユニット結成以前からの親友。お嬢様で本物志向の実力派らしい。
ユキ
声 - 土屋美恵子 / 歌 - 小柳麻美
本名菅生ユキ（すがやユキ）。C-DRiVEのメンバー。天然ボケが可愛らしい、ぶりっ子系少女。実家で飼われている犬のマークンが大好き。銀河が熱烈な大ファンで、レオサークルの仲介により銀河とメル友になる。

### ガルファ / アルクトス側
#登場メカの#機械帝国ガルファ以降も参照のこと。
アルテア
声 - 中田和宏（少年時代：野島健児）
黒騎士（ブラックナイト）の異名を持つガルファ親衛隊隊長であり騎士凰牙のパイロット。二刀流の使い手で、アルクトス流剣術『壱の太刀』が得意。黒い西洋の軍服風のコスチュームを着用し、常に凰牙に酷似する仮面を付けており、その角も武器として使用する。螺旋城の主とは対等の立場だが、先遣隊とは相性が悪く、見下している節がある。
その正体はアルクトス王家の皇子でベガの実兄。3月28日生まれのA（RH+）型。酒が苦手。
17年前の大戦後捕らえられ、ガルファによる洗脳により支配されて以降生命がある星々を殲滅していたが、螺旋城内でベガと対決した際、マスクを割られた彼女の目を見たことで記憶が戻りかける。
その後は三機将のチップたちと共にDWを奪取するべく行動し、バイパーウィップは捕獲するがそれ以降は失敗を重ねる。六大機士と共に襲来した際にブルを手に入れるも、ベガと対決して彼女に関する記憶が戻ってしまう。電童と戦闘するエラーを援護するも頭痛に苦しめられ、その隙を突かれて倒されそうになるがアルデバランに回収され強制帰還。地下王宮にて皇帝により再洗脳され、「諸悪の根源は人間で、ベガはその手先になっている」と偽の記憶で思考を書き換えられる。
ラゴウが倒された後に長髪を仮面の中から出してコスチュームを和服に似たデザインのものに変え、螺旋城に再来。G・ウィッターをけしかける形で電童の能力を確認し、ロムとラムを使ってDWの契約を書き換えようとするも失敗。その後はベガをアルデバランへ連れ去り、その先で奪還しようとした電童と対決するも、G・グルメイの砲撃に遭う。警備機獣に襲われるベガの叫びを聞いて正気を取り戻し、救出した後はグルメイと戦う電童に協力するも、力尽きて倒れる。しかし一命を取り留め、GEARのオブザーバーとして協力することになる。
最終決戦フェニックスエールセーブ後は凰牙のパイロットとして再搭乗、フェニックスをインストールし雲噛(くもかみ)海鎚(みなつち)の二刀流でゼロと戦うこととなる。
スバル
声 - 鈴村健一
騎士凰牙用搭乗者のスペアとしてゼロにより訓育されている。額にガルファに付けられた印がある。金髪と赤い瞳が特徴で、幼少の頃に右腕に深い傷痕を残している。3月3日生まれの13歳でAB（RH-）型。
感情の変化に乏しいが、草花を愛する優しい性格。対象に触れると対象をテープ状の物で捕縛し、周囲に発生した結晶体に閉じ込めて捕獲する球体を所持し、北斗を捕まえる際に使用した。
ガルファが人類を攻撃するのは正義のためであり、自分はガルファ皇帝の息子にしてアルテアの弟であると信じ込まされ育てられていたが、誘拐し連れて来られた彼と接することで人生の転機を迎える。ゼロに裏切られたおり、北斗を信じて人類側に付く。後に11年前のアルクトス掃討作戦で連れて来られたアルクトス人であると判明。
ガルファとの対決が終わった後はアルテアの補佐役となる。
セア
声 - 冬馬由美
アルクトス地表に残る神殿跡に隠れ住んでいたアルクトス人の生き残りの一人でスバルの母。
ノベライズ外伝ではトリアスの1人レアの異母姉妹。
ジュノ
声 - 鶴野恭子
アルクトス人の生き残り。スバルの弟で兄そっくりなセアの次男。
彼が地上に出てきたことで北斗たちと生き残っているアルクトス人たちが出会うことになる。
アルゴ
声 - 丸山詠二
アルクトス神官にしてベガの元側近。ガルファとGEARとの戦いの最中偶然アルクトスに降り立った北斗を若き日のアルテアと見間違えていた。
ユーディクス
ベガの回想で登場するトリアスの1人。通称はユードで、二刀流の使い手にしてアルテアの師。
外伝にて難民が避難するまでの時間稼ぎとして神殿に迫るガルファ軍に対して殿軍となって死亡。
レア
ベガの回想で登場するトリアスの1人。トリアスの紅一点で、翠の長髪を持つ。セアとは異母姉妹だった。
ガルファ進撃の際にベガとメテオを機士の攻撃から身を呈して守り殉死。
デザインは『勇者聖戦バーンガーン』の芹沢愛美のリファイン。
バロス
ベガの回想で登場するトリアスの1人。トリアス3人の中では最も大柄。
ベガをアルクトスから逃がすためレアと共に機士に立ち向かい殉死。

## 登場メカ
名称の横の括弧（ ）内は読み仮名と英語名。

### GEAR
GEAR戦士電童（ギアファイターでんどう、Gear Fighter Dendoh）
アルクトスの伝説上に存在し失われた青いGEAR。四肢に配置されたハイパープラズマドライブ（以降、HPDと略）が最大の特徴で、高速回転させることで旋風を巻き起こし、タイヤとして利用し地面を高速走行することも可能。動力源はハイパーデンドーデンチと呼ばれる巨大単三乾電池で、バックパックから挿入する。2人乗りで操縦者同士の動きが合わないと操縦不能。
皇女ベガが惑星アルクトスから脱出する際に持ち出されており、ガルファの地球侵攻に際して、GEARはベガと吉良国の2人を候補としていたが、機体自らが北斗と銀河を選びコクピットに招き入れ、専属パイロットとなる。通常は銀河の少林寺拳法の動きに北斗が動作を合わせることで戦う。コクピット内は酸素を逃がさない仕組みになっているのか、パイロットが宇宙用のマスクをしていない状態で宇宙空間で開いていても、パイロットの生命活動を保つことは可能。数度、北斗がコントロールを独占することがあったが、原因は不明。
GEAR本部、および宇宙船メテオからの発進の際、レッドの射出用コクーンで出撃する。鳳牙が戦力に加わった後は単独操縦できるよう操縦システムを移植され、銀河によって運用される。北斗が乗っていたコクピットは残っており、ガルファとの最終決戦ではフェニックスの導きにより再び2人がパイロットとなった。
2人で乗り込む真の理由は、一方が苦戦時に補い、一方が暴走すればその抑えに回る理想的に完成された高度防衛機構によるものとアルテアは述べている。
フルアーマー電童（フルアーマーでんどう、Full Armor Dendoh）
地球製の各種武装を装備した電童。ラゴウの出現が切っ掛けでDWが使用不能になった事態を想定し、Dr.井上が極秘に作り上げた装備である。
武装は、左脚部のダブルトマホーク、左腕のデンドーゴーガン(左肩に矢筒)、両腰の超電童ヨーヨー、右腕のビームライフル、背部に3連装キャノンと9連装ミサイルランチャー、電童剣、右脚部の3連ミサイルポッド。実体弾兵器やエネルギーパックを使用し、電池の消耗を抑えている。装備はほぼ全て使い捨て。
井上の指揮の下、北斗が電童に初めて乗った際に戦う方法を尋ねて羅列した武器名をそのまま制作した。いずれの武装も過去のロボットアニメをオマージュしたものである。
騎士GEAR凰牙（ナイトギアおうが、Knight Gear Oger）
アルクトス王家に代々受け継がれ唯一残されていた黒いGEAR。電童同様、四肢にHPDを持つ。
ガルファ反乱の際にアルテアが搭乗して立ち向かっていたが敗れ、搭乗者と共に消息を絶っていたと思われていたものの、ガルファによって洗脳されたアルテアと共に人類殲滅の争いに従事していた。
17年後、DW捜索のため地球人類の敵として現れ、電童の前に立ちはだかる。パイロット洗脳時は常にフェイスガードで顔面が隠されている。彼が戦線を離れた後は甥の北斗に委ねられた。
最終決戦時はフェニックスの意思によりアルテアが再び乗り込みベクターゼロを撃破する。GEAR本部、および宇宙船メテオからの発進の際、ライムグリーンの射出用コクーンで出撃する。
使用可能技（電童、凰牙共通）
ノーマルプログラム
疾風激走脚（しっぷうげきそうきゃく）
GEARが両脚のHPDを車輪のように使用し移動速度を上げる。
疾風三連撃（しっぷうさんれんげき）
正拳突きで相手を怯ませてから足払いと鉄拳を叩き込む。
旋風回転脚（せんぷうかいてんきゃく）
脚のHPDを回転させながら回し蹴りをする。派生技としてレオサークル装着時の「レオ旋風脚（レオせんぷうきゃく）」がある。
旋風回転拳（せんぷうかいてんけん）
腕のHPDを回転させながらパンチをする。
爆砕重落下（ばくさいじゅうらっか）
GEARが空高く飛び上がり重力を利用し落下、相手を粉砕する。主に相手を怯ませてからの追撃に用いられる。
剛腕大裂斬（ごうわんだいれつざん）
剛腕粉砕撃（ごうわんふんさいげき）
両手を合わせて握り、振り下ろして相手を叩き潰す。
旋風二連脚（せんぷうにれんきゃく）
旋風三連脚（せんぷうさんれんきゃく）
旋風裂脚刃（せんぷうれっきゃくじん）
アルデバラン艦内で使用。カポエラの応用で両脚で切り裂く。
飛影朧（ひえいおぼろ）
重戦突撃（じゅうせんとつげき）
スペシャルプログラム
閃光雷迅撃（せんこうらいじんげき）
両腕両脚のHPDをフル回転させ電気を生成、前後上下左右あらゆる方向に放電する。
飛翔烈風波（ひしょうれっぷうは）
両腕のHPDを回転、空気を圧縮させ竜巻を起こす。閃光雷迅撃の大気版。
波動龍神撃（はどうりゅうじんげき）
腕のHPDを回転、水中で圧縮させて激流を起こす。閃光雷迅撃の水中版。
地斬乱舞塵（ちざんらんぶじん）
劇中未使用。
※拳法技の決めカットに現れる筆文字風のダイナミックな題字は、『装甲騎兵ボトムズ』などで知られる高橋良輔の手によるものである。
量産型GEAR
アルクトスに配備されている量産型。両腕両脚にHPDがない簡易設計になっており、誰でも操縦可能で武装も様々。それ以外にも腕か脚どちらかにHPDのある上位機種が存在する。

### データウェポン
「電子の聖獣」とも呼ばれる、プログラム生命体。それぞれが独自の意思を持ち、自身が求める条件を持ったパイロットと契約を結び、力となる。普段は契約者のギアコマンダーの中におり、GEAR操縦席に内蔵するコネクターにインストールすることで実体化・武器となる。
ドライブインストールすると固有の特殊能力が開放され、GEARの残りエネルギーを全て使用して放つ必殺技「ファイナルアタック」がそれぞれ1つずつ設定。ファイルロードするとギアコマンダーから単体で召喚され戦うが、それ以外にも自身の意思で幽体で抜け出すことが可能。プログラム生命体であることから普段はデータの状態にあり実体が無いが、入っている入れ物が壊れると実体化する。
実体はいくら破壊されてもデータが破壊されない限り何度でも元通りに実体化できる。しかしあくまでプログラムであり、強悪なコンピューターウイルスに感染すれば危険に晒される。この他、強力な電磁波やプリズムコーティングされた物体に対しては攻撃が無効化され、物質化に必要な電子信号を狂わせる電磁干渉波の中では実体化できない。
パイロットが契約条件ないし戦意を失くすと、DW側から契約を一方的に解除してしまう。
下記に記載しているのは登場順である。
ユニコーンドリル（Unicorn Drill）
GEARの前で初めて確認された青い一角獣型DW。性格は人懐っこく、好奇心旺盛。角は武器としては勿論地中潜行にも使える。
最初はパートナーである銀河を信頼した北斗と契約し、エリスのミスにより一時契約解除するも持ち主へと戻るが、アルテアが母の実兄だと聞かされ戦意を失ってしまった際に再び契約が解除され、アルテアと契約。しかし北斗が本来の心を取り戻したことで三度目の契約を結ぶ。
一時はラゴウウイルスに侵食され消滅の危機に曝されるが、フェニックスの力でGEARの開発していた地底戦車ペルシダーを取り込み、蘇生。その際、レオと融合し超獣王輝刃となる能力を得る。
バイパーウィップ（Viper Whip）
紫色のボディを持つ蝮型DW。性格はやや八方美人で、あまり自らの考えを表に出さず腹の底の考えが読めないところがある。
初登場時に自分の力を信じきれなかった銀河と北斗に対し、揺ぎない自信を持っていたアルテアと契約。彼が正気を取り戻した後、北斗を契約者に選ぶ。
特殊能力は高速移動による影分身で、分身だけでなく高速移動の手段としても使用可能。FAは自在鞭となったバイパーの顎部を投げ縄の要領で振り回し地面に叩きこみ、纏わせた雷の衝撃波で敵を切り裂くというもの。直接敵に打ち込むことも可能である。また、分身技と組み合わせることで幻惑的な攻撃展開が可能となり、その一撃は極めて回避困難なものとなる。
レオサークル（Leo Circle）
白いライオン型DW。普段はのんびりしている。
一時は恐怖に駆られるもそれを乗り越え立ち向かった銀河の勇気を認め、契約するもエリスのミスにより一時契約が解除、その後再び元へと戻るが、ユニコーンと同様に消滅の危機と2度の契約解除とを経て、ユニコーンと融合、超獣王輝刃となる能力を得る。
フェニックスの力でラゴウの毒牙から生還する際、開発途中の宇宙戦艦ファイティングアースを取り込む。地球に接近する隕石の破壊のために初めて使用された。
ブルホーン（Bull Horn）
橙色の体躯を持つ雄牛型DW。攻撃力は最大級。普段は物静かだが、一度怒ったり興奮したりすると止まらない。赤いものを見ると興奮して追い回す。GEARの右腕に装着し拳を強化する。
ボア・ドラゴンらと同様にメテオキューブのエネルギー放射により姿を現し、アルテアと契約。後に正気を取り戻してからは、銀河と契約。
基本的なGEARの装着位置がユニコーンと被っているが、ガルファとの最終決戦時に一斉装着した際には、見えない位置に装着されていたらしい。FAの威力はかすめただけでGEARの装甲を軽く切り裂く威力がある。基本的には地上での使用に限定されるが、直接巨大な質量体を砕いたり粉砕することも可能。
単独では電童や凰牙では一度ずつしか使用されていない。
ドラゴンフレア（Dragon Flare）
赤い西洋龍型DW。博学家で気難しく単独行動好き。
ボアと同様にメテオキューブによって誘い出された際、北斗の地球を愛する『慈愛の心』に反応して彼と契約する。両手が自由に使え、ハイパーデンドーデンチを手に持って唯一交換することができる。
ガトリングボア（Gatling Boar）
緑色の猪型DW。性格は猪突猛進。攻撃力はブルと並び最大級。彼らのコミュニケーションではリーダー的役割だが、振り回されては怒る。
銀河の創造力に反応し契約。能力的には速度はドラゴンと同じだが、DWの中では一番遅い。
超獣王 輝刃（ちょうじゅうおう きば、Chojuuoh Kiba）
ラゴウウイルスによる消滅の危機を乗り越えたユニコーンドリルとレオサークルが融合したDWの王。単体でもラゴウをも圧倒し、全機体中、最強の力を持つ。ファイルロード、ドライブインストール時は北斗と銀河が同時挿入の必要がある。
他と違い三段変形し、装着せずにハンドウェポンとして使用する。FAは3種類あり、状況に合わせて使い分け、その際は使用するGEARと共に金色になる。
輝刃ストライカー（Kiba Striker）
輝刃が弓矢のように変形する。角がドリルとして回転、一気に突っ込み、敵を粉砕する。
輝刃ブレイカー（Kiba Breaker）
輝刃が変形するエネルギーブレード。剣先から出るエネルギー状の刃で敵を真っ二つに切り裂く。劇中一度しか使用されなかった。
輝刃スピナー（Kiba Spinner）
高速移動形態。
フェニックスエール（Phoenix Alae）
声 - 三石琴乃
アルクトス最大の守護を齎す最大・最強のDW。平時は姿を見せずガルファと共にあるが、有事の際は姿を現し、人々を守り導くと王家内部で伝承され続けていた。ガルファ自身はフェニックスの特徴などを知らなかったが、「7体目」と呼び、執拗に捜し求め続けていた。
アルクトスの人々と守護の契約を交わしていたが、17年前のガルファの乱の際には人々の絶望により本体を現すことは無かったが、実際はベガの体内に潜み、幾年月を経てそのまま北斗の大脳皮質へと宿る。語りかける際には幼き日のベガの姿を借りる。「絶望の淵の希望」こそが発動条件であり、宿主である彼が条件を満たした時にのみ度々その能力を示し、GEARを起動させ、ユニコーンとレオを再生させた。
最終決戦時にアルクトスと地球の人類が共に発動条件を満たし、別れて戦っていた北斗と銀河が再び出逢った時、ついにその姿を現す。インストールすると電童には翼と尾を現し、凰牙には「クモカミ」、「ウミツチ」という一対の太刀を現す。FAは七色七属性の閃光を背より撃ち込む。ガルファとの最終決戦では他の六体と融合、対ガルファのアンチプログラムでもある「アカツキの大太刀」へと変化した。

### GEAR（組織）メカニック
ワルキューレ
極限まで流線型にこだわり、小型超軽量化された発電型ジェットエンジンを搭載したベガ専用の高速バイク。最高時速250km以上。座席内部にミサイルランチャーを搭載し場合によってトラップワイヤーなどを装備、壁面走行や水上走行も可能。また、2対の翼を出すことで高速移動形態になる。
小さいながらベガの身体能力とあいまって、かなりの戦闘能力を持つ。最終決戦では最後の敵であるゼロに体当たりを行い勝機を得る。
自宅兼喫茶店「ポラール」の地下には常時数十台が格納されている。
セルファイター
GEARの弱点である電池切れを解消すべく開発された空中電池換装機。井上が設計し、開発をGEARイギリスが製作。2組4基のハイパーデンドーデンチを搭載しており、1回の戦闘で最大3発までのFAを可能にする。武器はビーム砲2門。
戦闘機として運用可能で、ワルキューレを揚陸可能。主に吉良国が操縦する。
セルブースター
宇宙用ブースターを装備したセルファイター。ハイパーデンドーデンチの搭載数や火力が強化されており、デンチそのものを攻撃手段に用いるといった荒業も見せた。ただし、大気圏内では動きが劣る。
最終決戦時、ベクターゼロに破壊されるも吉良国は無事だった。
セルブースター・ヴァルハラ
二体のGEARによるFA後の電池交換不足を再解消するために製作。GEAR本部壊滅時、運良く試験飛行により残っていたセルファイター二号機である。一号機と違いロングレンジキャノンを搭載している。
パイロットはベガ、ナビゲーターにスバルが同乗する。
ファイティングアース
螺旋城決戦用に製作された宇宙船。前面部にビーム砲やミサイルを搭載。
前線に出ることなくレオに吸収される。
ペルシダー
螺旋城決戦用に製作された地底戦車。ファイティングアースと合体できるようになっていたがユニコーンに吸収される。輝刃になれるのもこの機能によるもの。
メテオ
声 - 一条和矢
アルクトス脱出の際ベガが搭乗していた巨大宇宙船で、内部に電童が隠されていた。本来は王家の研究施設として使用されていたものを改造したものである。
地球に不時着後は宇宙船を地中深くに埋没して眠らせ、その上に建造したGEAR本部にてコンピュータとしての本体のみを移動させて使用していた。本部司令室はメテオのデッキを模して作られており、本部壊滅後は仮設本部となる。
戦艦ではないが、主砲クエーサーキャノンやレーザー砲などの武装と、強力なエネルギーシールドを装備している。宇宙船本体の動力は反物質炉エンジン。コンピューターメテオの動力源はメテオキューブと呼ばれるエネルギー結晶体であるが、地球の技術では製作不能な物質である。GEARが所持するのは地球に飛来した時に持ち込まれた3個のみであり、一つはメテオに使用、一つは研究用意に消失、残る一つもデータウェポンを呼び寄せる作戦で使用して消失している。
コンピューターはチェスを行うことが可能で、かなり強い。
GEAR本部司令室
ガルファ本星からの侵攻を予測して造られた施設で、内部はメテオのデッキを模して作られている。
上にカモフラージュも兼ねたアミューズメントパーク施設が載っている。これらはガルファや地球の人々から宇宙船メテオを隠すための存在であり、宇宙船メテオと直結しているのはコンピュータのメテオの移動用レーンと緊急用路のみ。
エネルギー源は通常の電力を使用しているため、重機獣による停電に巻き込まれていた。
一部のGEAR基地のデザインは『機動戦士ガンダムSEED』に登場する一部の基地デザインに流用。対ガルファ用地球側の防衛軍機は偵察機などほとんどが無人機として設定およびデザインされており、これらは本来児童に対する配慮だった。デザインはそのまま無人機だが、作品中では言及されていない。

### 機械帝国ガルファ
ガルファ皇帝
声 - 速水奨
機械帝国の支配者。本来は惑星アルクトスの生態管理コンピュータだったが、計算の末「アルクトス人が惑星の環境を破壊する」という可能性を導き出し、それが原因で知らぬ間にバグが発生。全ての知的生命体を絶滅させ宇宙の王として君臨せんと目論見、アルクトスのみならず知的生物がいる幾つもの銀河星系を滅ぼした。7つの巨大コンピュータからなっており、7つの各データウェポンに対応するプロテクトで守られている。
配下とは王宮最深部の壁に埋め込まれた光る基盤のような形で会話していたが、最終決戦では基盤を電童に破壊され、DWと同様にプログラムで構成された体と七つの首を持つ機械龍の如き姿となって戦闘する。口内の大砲から火球や火炎を放って応戦するも暁の大太刀で六つの首を切り落とされた末、残った首も頭部から両断され、「おのれ、人…間…!!」と断末魔を残し消滅。それと同時にバグが消去され、コンピュータの正常化とともに王宮最深部の壁も明るく輝き出した。
ゼロ
声 - 速水奨
ガルファ皇帝の右腕とも言える存在で常に丁寧な口調で喋る。体はプログラムで構成されており、普段は白いスーツを着たスキンヘッドの男性の姿で活動する。
武器は如意棒と上腕部と脚部および背中の突起からのフォトンビームで、人間体でも如意棒を地面にかざすことで強風を発生させ、ラグビーボール型の爆弾を使用する。ベクターに騎乗し連携攻撃も可能。
螺旋城が陥落した後、スバルと共に地球へと来訪。護衛役も担っていたが、必要なしとみるや即座に見捨てる。
皇帝の対なる分身であり、皇帝との相互バックアップシステムによって守られているため、同時に倒さぬ限り何度破壊されても再生する。
ベクター
ゼロが騎乗する惑星間航行用重機獣で、スバルが地球へ来た際に搭乗。下部に装備した二門のビーム砲が武器。ゼロとは一心同体であり、彼と同様に皇帝との相互バックアップシステムで守られている。
ベクターゼロ
声 - 速水奨
ゼロがベクターと合体した強化戦闘形態。最終決戦でアルテアの駆る凰牙と対決する。
顔はゼロよりも人間寄りだが、その顔の下は暗闇になっている。武器はブレード付き如意棒や両肩からのフォトンビームなど。
凰牙の左腕を切断するが、ベガによってワルキューレを顔に体当たりさせられて怯んだ隙を突かれ、海槌で顔を貫かれ倒される。
ラゴウ
ガルファ皇帝のペットである機獣。左右の頭がお互いを見て頷き合う描写があるため、意志は個別に持っている。名前の由来は九曜のひとつ羅睺。
出し入れ自由な白い翼を持ち、GEARの5.2倍の速度で飛行する。電気機器や機獣を餌とし、それによって肉体を復元する機能を有する。また、両顎と胸部に牙状の刃が仕込まれている。ガルファ皇帝によって封印されたコンピュータウイルスを体内に持っていたが、己の足をユニコーンに奪われたことへの怒りによりその封印を自力で解き、隠し持つ棘のような牙でユニコーンとレオに打ち込み消滅の危機をもたらした。月面での戦いで、輝刃ストライカーFAによって撃破される。
ウイルスはその後GEARによってサンプリングされ、最終決戦でゼロへの攻撃に使用された。
全長：25.5m
重量：955t
翼長：57.5m
アルデバラン
声 - 長嶝高士
ガルファ皇帝が遣わしたアルテア専用の機艦。外装全体がゲル状に形成され、中に艦橋に当たる本体がある。
艦内には螺旋城の主によく似た形状の巨大コンピューターが配備されており、生活に必要なものなどが用意されている。停泊している際には円形だが、飛行する際には先端が尖った形状に変形する。また、外装はアメーバのように形を崩し、触手状に伸びた外装で対象を捕らえて内部に回収する。
アルテアに拉致されたベガの救出に向かった電童と凰牙の決戦の際、混乱に乗じてアルテアを葬ろうとしたG・グルメイの砲撃によって大破。アメリカ・アリゾナ州の砂漠地帯に墜落、爆散した。
メイドガルファ
アルデバラン艦内に常駐するアルテアの侍女たち。主の命令には絶対服従。
螺旋城（らせんじょう）
声 - 西村知道
その名の通りネジのような形をした移動型巨大要塞。司令室も兼ねる中心部の反応炉に設置された「御館様」と呼ばれる巨大コンピューター「螺旋城の主（らせんじょうのぬし）」が主な制御と侵略部隊の指揮を担い、それ自体に意思がある。
主自体は失敗を犯した三機将に対して制裁をほのめかしたり、螺旋城内部でラゴウが暴れているブロックにいる機獣たちを見捨て、そのブロックを閉鎖するなど非情な性格ではあるが、ややユーモラスな面もある。アルテアとは対等の立場であるが、親衛隊長ということもあり彼を「アルテア殿」と呼ぶ。感情が高ぶると頭部と両肩にある円錐形の真空管部分から放電し、城の移動スピードを加速する際に全身と周囲を発光させる。北斗いわく「偉そうな奴らの親玉」。
上部ハッチを展開してレーザーを発射でき、複数のブロックで分けられた内部はそれぞれのブロックを閉鎖できる。周囲にはバリアが張られており、内部には他に三機将と無数の素体機獣と重機獣を内包。他にも、皇帝と通信するための上にDNAの螺旋構造物のような物が浮遊する台型の通信設備や、アルテアが移動に使う小型ソーサーが設置されている。月面に突き刺さる形で固定した対地球の前線基地で、GEARなどでは月の螺旋城とも呼ばれていた。
地球殲滅が遅々として進まず凰牙がGEAR側になったことで皇帝に最後通告され、フリーズ寸前に言葉をまくしたて自軍の将として月から離脱、地球へ特攻を試みる。二体のGEARに内部に侵入され、迎撃に向かったG・アブゾルートが倒された直後、自身も輝刃ストライカーFAで破壊される。爆発寸前、最後のあがきとして「このままむざむざとやられはせぬ」と、城本体の地球への降下を加速させるが、六体のFAを次々叩き込まれ破壊された。
他に同様の要塞が宇宙に1,000基ある。月の螺旋城が落とされた後一斉に地球へ進攻していたが、ガルファ皇帝が倒されると全基が機能停止状態となる。ノベライズでは月の螺旋城をF-18と呼んでいる。
全高：88m（浮遊時：90m）

#### 螺旋城先遣隊
G・アブゾルート（ギガ・アブゾルート）
声 - 野島健児
螺旋城三機将の一体。錨と女性のような体型が融合した銀色の体躯を持つ。
卑劣な作戦を得意とするクールな性格の知将。一方で螺旋城内部でラゴウが暴れていた際、そのブロックを閉鎖するという主に対して、中に取り残されることになる機獣たちを気遣うような素振りを見せ、G・ウィッターが電童に倒された際に動揺するなど、比較的仲間に対しては情がある。銀河いわく「偉そうな奴その3」。劇中では他の2人共々「G（ギガ）」をつけて呼ばれたことは無い。
決戦時には変幻自在の液体金属で構成された肉体を生かして物質に溶け込み、触手を伸ばし攻撃。城で電童を迎え撃つも、オートプレッシャーで動きを止められ、バイパーFAでコアを貫かれ絶命。
アブゾルート
声 - 野島健児
G・アブゾルートの探索用アンドロイドチップで、彼の液体金属の肉体から作り出される。ビジュアル系の男をスキャンし擬態、前髪の触角でDWを探る。本体と違い手足が付いている。チップ3人のまとめ役で、人間をスキャンして擬態することを提案したのは彼である。一人称は「アタシ」で、語尾に「だわ」を付ける。スバルに変装させられ、女物の和装姿で登場したこともある。怪力の持ち主。DW捜索のために他の2人と共に送り込まれ、その都度素体兵士や捕獲機獣を召喚するが、ことごとく失敗。自分たちの本体がアルテアに嘲笑された際には、先にDWを手に入れて出世しようと考えていた。
アルテアがアルクトスに送還され、重機獣の封印が解かれて以降は電童のパイロット捜索も行うようになるも、エレキデスを用いた作戦の際にはそうとは知らず他の2人と共にデンドーデンチへの電力提供用の人力発電をすることとなり、結果的に電童の勝利に貢献してしまう。第17話ではついに銀河と北斗が電童のパイロットであることを突きとめるが、他の2人共々レオやベガに阻まれて取り逃がす。また、本体同様比較的仲間に対しては情があり、カミオーンが倒された際には両手を合わせていた。
彼らチップ3人は、本体が破壊された後、地球に存在。全ての記憶データを喪失しており、以後は生命を救ってくれたスバルに仕え、彼が北斗たちの味方になると同時に彼らも廃棄処分を恐れてGEARに帰属した。上記の通り、ガルファ皇帝に対しては不満を漏らしていたものの、スバルに対しては一緒に遊んだり、GEAR本部が壊滅の危機に陥った時には逃げ遅れたスバルのもとへ自分たちの危険も顧みずに戻ろうとするなど、彼に対する忠誠心は高い。最終決戦時には、チップである利点を活かして宇宙船メテオの外装修理などに活躍した。
G・グルメイ（ギガ・グルメイ）
声 - 一条和矢
螺旋城三機将の一体。金色の体に豪腕を持つ。厳格に規律と秩序を重んじる軍人。だが陰湿な側面も併せ持ち、遠回しにアルテアを戦場で謀殺することを螺旋城にほのめかし、実行した。銀河いわく「偉そうな奴その2」。口からビームを発射し、伸縮する豪腕を放つ。その他、背中からDWの物質化を無効化し、触れた物体を感電させる電磁干渉波を発生させる。
電童を電磁干渉波のシールドに囲い込み、DWの使用を不能にするも、洗脳が解けたアルテアが乗る鳳牙のバイパーFAにシールドを破られた上に腕を切られ、凰牙に投げ飛ばされる。両機を道連れにしようとするが、輝刃ストライカーFAで倒される。
グルメイ
声 - 一条和矢
語尾に「バリ」を付けて喋る、G・グルメイの探索用チップ。大道芸人の男に擬態する。アブゾルート同様怪力を誇る。キザな印象だが短絡的な思考の持ち主で、他の2人と比べると奇行や突飛な言動の多いギャグメーカー。
カミオーンには思い入れがあったらしく、連携技・「トリプルストリームアタック」がモビルズが誤ってカミオーンの背中に登って滑り、後ろのスクーダスにぶつかったのが原因で失敗した際には「お、俺を踏み台にした…バリ」と動揺し、カミオーンが倒された際には「俺の機獣がバリーーーー!!」と物凄い形相で驚いていた。
G・ウィッター（ギガ・ウィッター）
声 - 高戸靖広
螺旋城三機将の一体。破壊と爆破を好み、プライドの高い一面も見せる。銅色の体を持ち、球体の頭部とリング状の胴体、菱形の手足を持つ。しかし、その外見故に銀河から「偉そうなケン玉」と言われた。指からのレーザーが武器で、各パーツを分離させ、胴体を回転させて相手にぶつける戦法を用いる。頭部が破壊されない限り他のパーツはいくらでも再生可能で、全身から強力な電磁波を発生させる機能を持つ。
戦績が振るわずアルテアに叱責され、汚名返上のために出撃。地球で強力な電磁波を放ち、ユニコーンFAを無効化したが、輝刃ストライカーFAで頭部を貫かれ、戦死。死後、アルテアにその実力の低さを嘲笑されると同時に戦果を称賛される。
ウィッター
声 - 高戸靖広
語尾に「ジャン」を付けて喋る、G・ウィッターの探索用チップ。鳶職の男に擬態する。本体と違い普通の形状をした手足が付いており、手には銃および機械にアクセスするための端末が仕込まれているが、自分よりスペックの低い機械にアクセスすると一時的におかしくなる。また、専用のライフルや拳銃を所持。
短気で好戦的だが、トリプルストリームアタックが失敗した際には練習が必要と指摘し、電童がなかなか来ず、休みではないかとアブゾルートが言った直後に来た際には「やっぱ休みじゃなかったジャン」と発言しており、洞察力は高い。また、カミオーンが倒された際にはアブゾルートと共に両手を合わせ、単独行動中にDW捕獲のチャンスが到来した所でアルテアが現れた際、手柄を一人占めしようとしたことで彼に釘を刺され、DWを捕獲したら自分に渡せと命令されて落ち込むなど、仲間に対して比較的情がある面や傷付きやすく繊細な面を持つ。
※螺旋城先遣隊の機将は予定段階では4人存在しており、残りの1人は「G・クール・ゲイツ（ギガ・クール・ゲイツ）」という名前のパソコンのモニターに電球のような両目と口が付き、シルクハットを被ったようなコミカルな外見の機将だった。

#### 機獣
素体兵士
声 - 石塚堅、福島潤、服巻浩司、上別府仁資
蚊のような頭部と人型のボディを持ち、人語を話す全高10mの兵士で、ライフルと嘴からのビームが武器。劇中では度々「ガルファ機獣」とも呼ばれ、銀河いわく「チュウチュウ虫機獣」。
嘴や爪で機械にウイルスを流し、同化して体を変える。兵士はそれぞれ「機獣○-×号」という形でアルファベットとナンバーが付けられている。命令を理解することは可能だが、銀河と北斗の死んだふりに簡単に引っ掛かるなど知能自体はさほど高くない。
捕獲機獣
声 - 石塚堅
捕獲用の機獣で、クラゲのような姿。資料によれば名称は「ファンゲル」だが、劇中ではそう呼ばれたことは無い。
四方の突起を全て下に向けて大気圏に突入し、その状態で発射する下部からのビームが武器。また、四方の突起から触手を出す。一応人間寄りの声を発している。
警備機獣
声 - 野島健児
アルデバラン内部に複数配備されている機獣でミジンコのような姿で言語を話す。両手と頭部から放つ光線が武器。
新紀元社の書籍「GEAR戦士電童 メモリアルブック」によれば、こちらも素体兵士同様機械を取り込んで機獣に進化することが可能とのことだが、劇中でそのような描写は無い。
オービトン
軍事衛星と融合した機獣で多数存在。前期オープニングにも登場した。右肩のレーザー砲が武器。
地球に送り込まれて電童と対決する。1体目は疾風三連撃で倒され、残りのオービトンも閃光雷刃撃により全滅。
ブロードン
ユニコーンドリルの潜むテレビ局の取材車と融合した機獣で基になった素体兵士はB-7。
七つある目の内の三つと両手から放つ光線が武器で、円盤状の手を持つ両腕で格闘を行う。電童に頭部を殴り飛ばされ、剛腕粉砕撃で倒される。
パラボーン
ユニコーンドリルの潜むマイクロウェーブ知信施設のパラボラアンテナと融合した機獣で背中にパラボラアンテナを背負ったイモムシのような姿。
パラボラから閃光を放つ。閃光をHPDで弾き返され、旋風回転脚と爆砕重落下で倒される。
モビルズ
電動軽自動車と融合した機獣。両目からタイヤ型ミサイルを飛ばして攻撃する。
スクーダスやカミオーンと共にGEAR第3エネルギー基地を襲撃し、電童と対決する。スクーダス・カミオーンと共に連携技を決めようとするも失敗。鳳牙を狙ったユニコーンFAがかわされ、それが命中してスクーダスもろとも倒される。
スクーダス
電動スクーターと融合した機獣。両手からタイヤ型ミサイルを飛ばして攻撃する。
鳳牙を狙ったユニコーンFAがかわされ、それが命中してモビルズもろとも倒される。
カミオーン
電動トラックと融合した機獣。口からタイヤ型ミサイルを飛ばして攻撃する。
連携技失敗後はドリルホーンで瞬殺される。
ファイタス
防衛軍の戦闘機と融合した機獣。両翼が伸縮し、両翼の口から発射されるミサイルと腹部のバルカンが武器。
レオサークルが潜むデパートを襲撃し、電童と対決する。鳳牙を狙ったドリルホーンがかわされ、それが命中して倒される。
シグライト
信号機と融合した機獣。バルカンを装備している。
ブルホーンを捕獲するために送り込まれるが電童の敵ではなく、あっさり倒される。
タンギル
タンカーと融合した機獣で基になった素体兵士はG-7号。タンク部分の変化した甲板に装備されたミサイル砲とレーザー砲が武器。
ブルが潜むタンカーを破壊するために待ち伏せしていたグルメイに送り込まれ、彼を乗せる形で電童と対決。しかしブルの攻撃を受けて怯み、グルメイを落としてしまった直後にユニコーンFAで倒される。
クレイン
クレーンと融合した機獣。腕を伸縮させて攻撃する他、レーザー砲とドリルを装備している。
ブルを捕獲するためにアブゾルートに送り込まれ、電童と対決するもドリルホーンで倒される。
ジョーベル
油圧ショベルと融合した最後の機獣。基になった素体兵士はB-32号。ハンミョウのような姿をしており、ショベルの両側に付いた棘付きの円盤を回して地面を掘削する。背中のバルカンが武器。
レオの潜む施設のケーブルを切断するためにウィッターに送り込まれるが、電童にバルカンを破壊されて圧倒されつつ、レオに破壊される。

#### 重機獣
スピア
声 - 上別府仁資
最初に出撃した重機獣。両腕の爪と胸から撃つ光線が武器。また、これまでの機獣より素早い。
冒頭に登場し、レオ旋風脚と飛翔烈風波、ボアFAを食らい、すぐに破壊された。
シザーズ
声 - 上別府仁資
クワガタムシ型の重機獣。好戦的かつ単純な性格で偉そうな口調で喋る。両翼から放つ破壊光線と付け根が伸縮する顎が武器。
久方ぶりの戦闘を楽しみにしてそのため、電童をおびき出す目的でチップたちによって送り込まれるも、到着した場所に電童がいないと見るや場所を変えて防衛軍と戦っていた。電童と対決するもドリルホーンで顎を叩き折られ、ドラゴンFAを破壊光線で迎撃しようとするが、耐え切れず倒される。
エレキデス
声 - 石塚堅
全長では、1,2を争う巨大な重機獣でヘラクレスオオカブトのような角を持った蜘蛛のような姿。
電童にFAを撃ち尽くさせる作戦で、電力施設を電気を吸収する機能と自爆機能を持った蜘蛛子機で襲撃し、人工衛星の機能も停止させ停電に追いやる。北極海で目からのビームを武器とする緑・茶・紫の三色のカラーリングを持つ小型のダミー3機を使い姿を現し、ベーリング海を抜け電童が墜落した場所の近くまで先攻。頭部と先端の主砲からビームを連射する。最期は町の人々とGEARのメンバーがデンドーデンチの充電に参加し、ユニコーンFAで粉砕される。同時に、全子機の機能も停止した。
フィーラー
声 - 服巻浩司
植物型重機獣。両肩のレーザー砲が武器で胞子機雷を散布する。大気圏突入の際には枝状の部分を葉状の部分に収納する。
ユニコーンドリルを発見したチップたちによって送り込まれ、ギアコマンダーがある大岩先生のマンションの自室を襲撃した。触手でデータウェポンを人質とし、胞子機雷を散布し防御を図る。だが、吉良国やベガの援護でデータウェポンを放してしまい、ボアFAで倒される。
スカッシャー
声 - 石塚堅
ラゴウを護衛する重機獣。エレキデスほどではないがかなりの巨体を誇る。円錐を底面で合わせたような形状で、中心部からのミサイルと八方に付いた足からの光線が武器。上部と下部を分離可能で、その間に敵を挟んで電磁波で攻撃しながら押し潰す。
電童を挟んで破壊しようとするが、ボアFAで返り討ちに遭う。
ディフェンダー
声 - 上別府仁資
ラゴウを護衛する重機獣。腰のファンで吹雪を生み出す他、その名の通り、バリアービットを持つ。
電童と対決するがクロックマネージャーで動きを止められてボアFAで倒され、バリアービットも爆発した。
ダイバー
声 - 池田千草
女性と海洋生物を融合させたような姿の重機獣で水中戦に長ける。先端の口と上部にあるビームバルカンが武器。
ラゴウの前足を手に入れるために出動した電童を発見したチップたちによって送り込まれ、音速の速度で防衛軍艦隊を瞬時に全滅させる。深海でラゴウの前足を手に入れようとする電童を苦戦させ、さらにラゴウの前足を破壊するが、波動龍神撃とドラゴンFAに敗れる。
アサルトン
声 - 石塚堅
月面で攻撃してきた巨大重機獣で左右に三対の触手が付いたイカのような姿。下部にあるカメラで目標を捕捉し、左右のレーザー砲で攻撃する。
ボアFAで倒される。
バブルート
蟹を模した最後の重機獣。両腕の鋏からのレーザー、口から吐く爆発性の泡が武器。重機獣では唯一言語を発していない。
レオがユキにメールを運んだ際、それを察知したチップたちによってC-DRiVEのコンサート会場に送り込まれた。電童と対決し、飛翔烈風波で泡を跳ね返されてダメージを受け、輝刃ストライカーFAで倒される。

#### 機士
エラー
地球に来襲した六大機士の1体で、オセアニア大陸の荒野に落ちた隕石から現れる。他の5体と比べ比較的人間に近いシルエットを持つ。2本のビームサーベルと翼からの破壊光線、翼を上に向けて放つ電撃や頭頂部からの電撃が武器。
クラッシュを除く他の4体と星見町を襲撃後、FAをよけて最後まで残るも、電童がセルファイターでデンドーデンチを換装し形勢が逆転、ボアFAで倒される。
かつてガルファがアルクトスを滅ぼした掃討作戦の際に戦場に赴き、素体兵士と共にベガを包囲し捕らえる寸前まで追い詰めたのだが、結局トリアスたちの自己犠牲により取り逃がした。
ウイルス
声 - 石川大介
六大機士の1体で、三日月島付近に落ちた隕石から現れた機士。胸部から光弾を発射し、ビーム鎌にも変形するビームライフルからビームや光弾を放つ。高速での空中戦を得意とし、ビームバルカンを装備した飛行形態に変形可能。
星見町を襲撃した後GEARの作戦にはまり、クラッシュとエラーを除く他の3体と共にユニコーンFAで倒される。
かつてガルファがアルクトスを滅ぼした掃討作戦の際、戦場に赴いていた。回想シーンでしか言語を話していない。
バグ
六大機士の1体で、南米大陸のアマゾン熱帯雨林に落ちた隕石から現れた機士。両腕を伸縮させて攻撃する。ユニコーンFAで倒される。
かつてガルファがアルクトスを滅ぼした掃討作戦の際に戦場に赴いていた。
ロック
六大機士の1体で、サハラ砂漠に落ちた隕石から現れた機士。胸部のアンカーを発射して攻撃を行うほか、全身から高熱を発生できる。
ユニコーンFAで倒される。
ハング
六大機士の1体で、北極に落ちた隕石から現れた機士。六本腕に持つ剣と蛮刀、槍が武器。
ユニコーンFAで倒される。
かつてガルファがアルクトスを滅ぼした掃討作戦の際に戦場に赴いていた。
クラッシュ
六大機士の1体で、アフリカに落ちた隕石から現れた機士。肥大した両腕や両足を持つ、重厚な姿。島をも一発で消し飛ばす両肩のビーム砲と、腕に仕込んだミサイルポッドが武器で、腹部にバルカン砲を装備。
バガン島での対決の際、アルテアの命令でレオFAの盾になり倒される。
かつてガルファがアルクトスを滅ぼした掃討作戦の際に戦場に赴き、アルテアの搭乗する凰牙を倒し彼を捕らえた。
ロム
声 - 石塚堅
地球圏に再来したアルテアと随伴した機士。ハンマーとその先端、および両胸から発射する光線が武器。
ラム
声 - 池田千草
ロムと同様にアルテアに同行してきた機士。槍と両胸から出すレーザーが武器で、左手からサイコウェーブを放ち、合わせることでDWを捕らえ、首からの光線をギアコマンダーに照射し契約データを書き換える。
レオとの対決の末、ロムと共にドラゴンを捕らえるも電童の攻撃を受け2体を放してしまい、レオFAで共に葬られる。
レッドビット
声 - 石塚堅
スバルに同行してきた機士。動きが素早く、頭部からのレーザーが武器。
頂点からビームを放つカプセルに入った状態でブラックビットと共に地球に来襲し、防御衛星を破壊。その後、迎え撃つGEARの空母や戦闘機を破壊しつつGEARアラスカ第38レーダー基地を壊滅させる。ブラックビットと合流してGEARと対決し特技で翻弄。ブラックが電童の砲撃を受けた直後に隙を突かれて凰牙の攻撃を食らい、クロックマネージャーで動きを止められ、輝刃ストライカーFAで同時に倒される。
ブラックビット
声 - 石川大介
スバルに同行してきた機士でレッドビットとは尻尾の先の形状を除き同型。同様に動きが素早く、頭部からのレーザーが武器。
カプセルに入った状態で地球に来襲し、防御衛星を破壊。その後、GEAR東シベリア海第2レーダー基地を壊滅させる。レッドと合流してGEARと対決し素早い動きで翻弄するが、交戦する凰牙のHPD作動音で標的を見極めたボアを装着した電童の砲撃を食らい、クロックマネージャーで動きを止められ輝刃ストライカーFAでレッドと共に倒される。
小説版では、レガシーの役割をそのまま担っていた。
ジェル
ゲル状の球体型機士で、銀河いわく「卵」。体から放つレーザーが武器。
カラコルム山脈付近のGEAR支部に襲来して電童と対決し、フェニックスを探しに来たゼロの助けで支部の地下研究設備内にある六大機士の残骸と合体し、ジャムへ進化する。
ジャム
声 - 石塚堅
ジェルが六大機士の残骸と合体して誕生した機士で、正々堂々とした性格。全体的な姿はエラーがベースで頭部はそれそのものであるものの、体色は緑。伸縮する背中の二対の触手や分離して敵に向かって飛ぶ両肩の刃、腕のミサイルポッドや機関砲が武器で、飛行形態を持つなど六大機士全員分の特性を持つ。
電童と対決し触手で捕らえるが、スバルから凰牙を取り戻した北斗がバイパーで触手を切断し参戦する。ドラゴンの攻撃を食らい怯んだところをクロックマネージャーで動きを止められ、輝刃ストライカーFAで倒される。
ドラッグ声 - 加藤優子
表面が透明で内骨格が透けて見える機士。戦闘時は変幻自在の両腕を巨大化、剣状に変化させて防御や格闘を行い、頭部から強力な破壊光線を発射する。また、体表はプリズムコーティングが施されている。
カナダ防衛軍基地を襲撃して電童と対決し、ボアFAをプリズムコーティングで無効化する。だが、通常攻撃は無効化できない弱点を突かれ、旋風回転脚や旋風回転拳、爆砕重落下を喰らい体表の一部が砕け内部が露わになり、レオFAにより倒される。
フリーズ
声 - 高橋広樹
頭部と胴体が一体化した機士でアルテアに心酔している。トラバサミ状の両手で相手を粉砕し、ゾウの鼻のような部分からは強酸性の溶解液や、水中でも使用可能な煙幕弾を発射する。
ドラッグに続いて出撃するが、アルテアの使っていた凰牙が北斗に操縦されていることに憤慨し、対決する。溶解液で凰牙を苦戦させるがドラゴンの攻撃を食らい、凰牙に水中戦に持ち込まれた末バイパーに捕らえられ、ユニコーンFAを食らい倒される。
テイルズ
声 - 石塚堅
洗脳カチューシャで記憶を操作された北斗の搭乗する凰牙を補佐するため、ゼロに呼び出されたタイコウチのような姿の機士で海底の岩の中に隠れていた。銀河いわく「尻尾野郎」。尻尾は超振動を起こすことで鋭い鞭のようになり、あらゆる物を分子構造から切り裂くほか、普段は折り畳んでいるが使用時に展開する両手の鋭い鎌も強力な武器となる。
援護に駆けつけたセルファイターの片翼を切断、北斗の搭乗する凰牙に電童を破壊させようとするも洗脳は解かれており、自身がユニコーンFAで倒される。
ジャック
声 - 田中大文
背中に二本のブーメランを装備した機士。
太平洋上に現れ、レガシーと共に出撃して電童と対決した。爆砕重落下とレオFAで倒される。
レガシー
スバルが搭乗する機士。元々は他の機士や機獣と同じく思考能力を持っていたが、人間が操縦できるように改造されている。背中の突起から電流を放ち、右手をサーベルに変形させて近接戦闘を行う。また、背中からベルトが出て相手を捕縛し、腹部の爆弾で自爆が可能。
太平洋上に現れ、凰牙と対決。高度1万mで爆発するようゼロに改変され凰牙を捕縛し上昇したが、自身は輝刃スピナーに引きはがされた上にスバルはクロックマネージャーで救われ、そのまま自爆する。
バイアス
声 - 石塚堅
GEAR本部を壊滅させるために送り込まれた機士で胸部のミサイルポッドと両脇腹のビーム砲が武器。
ゼロが各地のGEAR支部を爆破した後にGEAR本部の上部を爆破し、電童やセルファイターと交戦。GEAR本部崩壊後は電童と入れ替わり凰牙と対決。イリュージョンフラッシュで翻弄された末にクラッシュレイからの連続攻撃を食らい、クロックマネージャーでワームと共に動きを止められユニコーンFAで倒される。
ワーム
声 - 石川大介
脚部が存在しない機士。普段は胴体に内蔵されている伸縮する両腕が武器で、両肩のドリルを用いた地中潜行が得意。
地下からGEAR本部に潜入し、凰牙と交戦した。GEAR本部崩壊後は凰牙と交代した電童と対決し、レオを装備した電童に追い詰められる。最期はクロックマネージャーでバイアスと共に動きを止められてレオFAで撃破される。
グルメイS型
声 - 石塚堅
アルクトスの攻撃衛星に複数配備されているG・グルメイとよく似た量産型機士。口から光線を吐く。
当時のテレビ放送版での画面上は「フリゲーター」の名で表記されていた。
フリゲーター
アルクトスの攻撃衛星に複数配備されている量産型機士でゾウムシのような姿。ジェルやワームを除く他の機士と異なり、直立型をしておらずモチーフに近い姿をしている。上部にある二門のビーム砲が武器。
設定上はこちらが機士「フリゲーター」だが、テレビ放送版での画面上はグルメイS型に「機士 フリゲーター」のテロップが表示されていた。
ランス
声 - 石塚堅
ガルファ王宮を守護するマントを纏った機士で、普段は柱の中に隠れている。装備は剣と盾。
メイスと共に王宮の最深部に突入した凰牙とセルブースター・ヴァルハラと対決し、ドラゴンフレアに追い詰められた末ユニコーンFAでメイスと共に倒される。
メイス
声 - 石塚堅
ガルファ王宮を守護するマントを纏った機士で、ランスと同様に普段は柱の中に隠れている。装備は斧と盾。
ランスと共に王宮の最深部に突入した凰牙とセルブースター・ヴァルハラと対決し、イリュージョン・フラッシュに翻弄された末にユニコーンFAでランスと共に倒される。
シム
声 - 石川大介
ガルファ王宮を守護する機士。
斧が武器で輝刃ストライカーFAでディム共々倒される。
ディム
声 - 石川大介
ガルファ王宮を守護する機士。
輝刃ストライカーFAでシム共々倒される。シムとディムは登場した次の瞬間に倒されたため、武装はシムの斧を除き設定画のみの登場に終わっている。

## 用語
GEAR（ギア）
惑星アルクトスを守護する巨大ロボットの総称。ギアコマンダーを輝かせることができる者にしか扱えない。アルクトスの伝承にあるとおり、意思のようなものを持ち自らパイロットを選ぶ。
両腕脚に装備されたHPDの高速回転により、高速移動や必殺技など強大な戦闘能力を発揮する。動力は電気で基本的に電池によって供給されるが、エネルギーが切れると全く動けなくなるため、消耗の激しいFAは文字通り最後の切り札。各々にフェイスガードが付けられており、「コマンドインストール」すると通常はそれが上へ開く仕組み。ただし搭乗者が記憶操作などの洗脳された状態の場合は開かない。
西園寺の働きかけにより創設された、対ガルファ防衛組織の名称。Guard Earth and Advanced Reconnaissance「ガード・アースアンド・アドバンスド・レコネーションズ」（地球防衛および高度偵察）の略称。本部は星見野アミューズメントパークの地下にあり、メンバーの大多数が吉良国のような20代前後の若者たちで構成され、アメリカ・イギリス各国に支部を持つ。
機械帝国ガルファ（きかいていこくガルファ）
惑星アルクトスの生態管理コンピュータが人類に反乱を起こして組織した宇宙機械生命体の帝国。全ての知的生命体の抹殺・DWの奪取および機械の解放と進化・全宇宙の支配を目的とし、最高権力者であるガルファ皇帝を筆頭に構成される。
ほとんどの戦力は体のどこかに三角錐を初めとする図形の要素や、赤い目を持つ。また機械だけに性別は存在せず表面上の形だけである。
機獣（きじゅう）
素体兵士が他惑星の機械類を取り込むことによって能力や姿形を変化させて誕生する先兵。素材の機械に依存した姿と武器を備える。
言葉を話したり、別の機獣や重機獣、機士と連携するなどの知能的行動も行える。機獣の名称は素体兵士が取り込んだ機械の名称に由来する。
重機獣（じゅうきじゅう）
かつて侵略した星の機械や兵器を取り込んで通常の機獣よりも高い能力と個性を備えた上位種。
生物の形を模したものが多く、明確な思考能力と自我があり言葉も流暢に話すが、知能は通常機獣に比べ勝る程度。螺旋城らが使用するには、封印を解き目覚めさせる必要がある。
重機獣の名称は各々が持ち合わせる特性に由来する。
機士（きし）
機獣の中でも最上位機種に当たる存在で親衛隊の構成員。
人格や高い知能・能力だけでなく、DW非装備のGEARと同等かそれ以上の戦闘能力を備える。機獣や重機獣とは異なり、大部分が人間に似た直立型をしている。
最初に登場した6体をはじめ、一部の個体の名称はコンピュータの用語から取られている。
機将（きしょう）
ガルファの中で機士を越える最上位機種。明確な意思と人格を持っており、主に螺旋城にて作戦の指揮や計画の立案を担当する。戦闘能力も重機獣や機士と比べて極めて高い。
チップと呼ばれる分身体が存在するが、小型化の影響でバグが生じやすくなっており、総じてどこか間が抜けている。
標準機能として、目に仕込まれたカメラに付いているスキャンした対象に擬態する機能および分析機能・足からのホバーによる空中浮遊や透明化、DW感知機能や無線通信、頭部スイッチを押すことで聴力を倍増する機能を持ち、鉄屑などの金属類や普通の飲料を飲食できるが、判別自体は外枠に当てはめるくらいの性能でしかない。機将の名称は外来単語のもじりである。
データウェポン
電子の聖獣と呼ばれるGEARの武器であり意思を持つ獣の姿をした電子生命体。生態系管理コンピューター「ガルファ」を守護するために作られ、その姿はアルクトスに実在する動物たちを模している。それぞれ性格が異なり、自らの契約条件に見合う心の持ち主としか契約を結ばない。ユニコーンをはじめとする6体は、最強かつ最大と呼ばれるフェニックスエールに統括されている。
GEARに「ドライブインストール」することによって強力な武器となり、FAと呼ばれる強力な必殺技を繰り出す。また、それぞれの特性に合わせた特殊能力も同時に備わる。
ファイナルアタック
各データウェポンをドライブインストールした上で発射する、GEAR最大の必殺技。
威力が絶大故エネルギーの消耗も激しく、データウェポン1体に付き1発しか撃てず、使用の際にはGEARのエネルギーを全て消費する。ただし、フェニックスをGEARにインストールするとエネルギーが無限になり、全てのデータウェポンをインストールした上での一斉発射が可能となる。
6体同時のファイナルアタック「データウェポン・スパイラルアタック」は衛星ひとつを軽く消滅させる威力を持ち、ガルファ本拠地の進入の際には、攻撃衛星を木っ端微塵にした。
ギアコマンダー
GEARの起動キーであり、戦闘しながらHPDの操作・DWのインストール・FAの発射操作などを行うインストーラー。劇中では青黒白の3つしか存在しない。
GEARはこれを輝かせることができるものにしか扱えないが、その者がGEARを操舵する適性に比例して輝度が変わり、パイロット候補だった吉良国はうっすらと光る程度だったのに対し、銀河と北斗が手にした場合は目を開いていられないほどの輝きを発した。また、DWを収納、互換性があり、白のギアコマンダーで電童を動かせられる。内部にはメテオキューブを高純度圧縮したメテオチップを内蔵し、DWはそれを供給源にしている。
メテオキューブ
コンピューターメテオの動力源となる未知の物質でありデータウェポンの好物。物質としての性質だけでなく、古代アルクトス人がどのようにして手に入れたのかも不明。
劇中ではわずか2個しか残されていなかったが、1個あればメテオが戦闘に使用しなければ半永久的に動ける。エリスのミスで逃げたユニコーンをはじめ、6体のデータウェポンをおびき寄せる作戦に使用された。
ハイパーデンドーデンチ
GEARのエネルギー源。巨大な単三乾電池の形をしており、2本を同時に使用。1本で日本の一日における総電力をまかなえるほどの容量を持つ。
全長：6.0m
重量：24.5t
出力：1.5MV
星見町（ほしみちょう）
本作の舞台となる日本の町。設定画は同じサンライズ制作のロボットアニメ『熱血最強ゴウザウラー』の春風町に大都市部を追加した物。
アルクトス
ベガたちの故郷の惑星。生態系管理コンピューター「ガルファ」によって美しい自然が守られていた平和な星であったが、アルクトス星紀4085年におけるガルファの反乱により人類の大半が命を奪われ、生き残った人々は度々繰り返される地上掃討戦から数を減らしながらも逃れ地下に細々と隠れて暮らしていた。しかし、自然の美しさはガルファ本来の役割によって常に最適に保たれていた。
移動には星全体を動かし、赤茶けた攻撃衛星からのシールドで本星を防御、主砲は惑星ごと破壊できる威力を持つ。最終決戦の後、アルクトスは地球の衛星軌道上に留まった。
インフィニットレイヤー
作品中は名称が出ていない。フェニックスエールをインストールし使用している時のみGEARに対し無限にエネルギーを供給する機関。これによってGEARは最終決戦の際にエネルギー切れを起こすことなく戦える。また、6体のDWを合わせた「データウェポン・スパイラルアタック」を放っても、けっしてエネルギー不足（エネルギーの消費速度が生成速度を上回る状態）に陥ることがなかった。
エネルギー残量を示すメーターは常にインフィニティを示していることから、一定の量での供給ではなく無尽蔵にエネルギーを産出し供給していることがうかがえる。

## スタッフ
- 企画 - 岩田圭介、木村京太郎、宮河恭夫
- 原作 - 矢立肇
- 総監督 - 福田己津央
- シリーズ構成 - 両澤千晶
- キャラクター / 機獣デザイン - 久行宏和
- メインメカニカルデザイン - 阿久津潤一、プレックス
- メカニカルデザインワークス - 今石進、大輪充、戸部隆一、プレックス
- 総作画監督 - 久行宏和、重田智
- 美術監督 - 池田繁美
- 色彩設定 - 黒柳朋子
- 撮影監督 - 桶田一展
- 編集 - 鶴渕友彰
- 音響監督 - 藤野貞義
- 音響効果 - 蔭山満
- 音楽 - 佐橋俊彦
- 音楽プロデューサー - 野崎圭一、佐保歌名世
- 音楽制作 / 協力 - ビクターエンタテインメント、テレビ東京ミュージック、サンライズ音楽出版
- プロデューサー - 五島尚武、高城一典、古里尚丈
- 製作 - テレビ東京、読売広告社、サンライズ

## 主題歌
オープニングテーマ
「W-Infinity」
作詞 - 石川雅敏 / 作曲 - Little Voice / 編曲 - HAL2000 / 歌 - 三重野瞳 with 影山ヒロノブ
TVサイズでは最初の歌詞数小節は削除されている。ビデオ、レンタル版では28話から後半部の新作映像になる。
第6回アニメーション神戸・主題歌賞受賞曲
エンディングテーマ
「COUNT DOWN」
作詞 - 芦原みき / 作曲 - Little Voice / 編曲 - HAL2000 / 歌 - Little Voice
TVサイズでは最初の伴奏とサビ、数小節の歌詞が途中削除されるバージョンもあり。
「Brand New Mermaid」
作詞 - 三重野瞳 / 作曲、編曲 - 西田マサラ / 歌 - C-DRiVE
TVシリーズでは2回のみ。前奏と最初のサビが削除。挿入歌にも使われる。
挿入歌
「ナヌリズマ」
作詞 - 両澤千晶 / 作曲・編曲 - 浅見昴生 / 歌 - 三石琴乃
「HEART DRIVE」
作詞 - 清水しょうこ / 作曲・編曲 - 西田マサラ / 歌 - C-DRiVE
「Over the Rainbow」
作詞 - 葦原みき / 作曲・歌 - Little Voice / 編曲 - HAL2000
4話、10話、24話にて使用。多数の敵との戦闘シーンで多用。
「FINAL ATTACK」
作詞 - 石川雅敬 / 作曲 - 柿島伸次 / 編曲 - 西田マサラ / 歌 - REN

## 各話リスト
| 話数 | サブタイトル                  | 脚本           | 絵コンテ                   | 演出              | 作画監督       | メカ作画監督         | 放送日         |
| ---- | ----------------------------- | -------------- | -------------------------- | ----------------- | -------------- | -------------------- | -------------- |
| 1    | 始まりの日 -電童出撃-         | 富田祐弘       | 小原正和                   | 小原正和          | しんぼたくろう | 中田栄治             | 2000年 10月4日 |
| 2    | 出現! ユニコーンドリル        | 富田祐弘       | 日高政光                   | 渡邊哲哉          | 山口晋         | 山口晋               | 10月11日       |
| 3    | 騎士凰牙（ナイトオウガ）来襲! | あみやまさはる | 飛鳥京作                   | 細田雅弘          | 丹羽恭利       | 丹羽恭利             | 10月18日       |
| 4    | 戦慄の螺旋城                  | 吉野弘幸       | 南康宏                     | 南康宏            | 久行宏和       | 池田有               | 10月25日       |
| 5    | 炸裂! バイパーウイップ        | 小林靖子       | 小原正和                   | 小原正和          | しんぼたくろう | 中田栄治             | 11月1日        |
| 6    | レオサークルの勇気            | 小林靖子       | 山口晋                     | 細田雅弘          | 牛島勇二       | ししどさとし         | 11月8日        |
| 7    | 突撃! ブルホーン              | あみやまさはる | 渡邊哲哉                   | 渡邊哲哉          | 高橋晃         | 高橋晃               | 11月15日       |
| 8    | 新しい仲間                    | 吉野弘幸       | 南康宏                     | 南康宏            | 山口晋         | 山口晋               | 11月22日       |
| 9    | 消えたデータウェポン          | あみやまさはる | 山中英治                   | 高木茂樹          | 久行宏和       | 池田有               | 11月29日       |
| 10   | 電童破壊0秒前                 | 吉野弘幸       | 日高政光                   | 小野学            | 高橋晃         | 高橋晃               | 12月6日        |
| 11   | 決戦! 電童対凰牙              | 小林靖子       | 山口晋                     | 小原正和          | しんぼたくろう | 中田栄治             | 12月13日       |
| 12   | 危機の予感                    | 両澤千晶       | 細田雅弘                   | 細田雅弘          | 鈴木雄大       | 鈴木雄大             | 12月20日       |
| 13   | 銀河の父、帰る                | 両澤千晶       | 日高政光                   | 高木茂樹          | 高橋晃         | 高橋晃               | 12月27日       |
| 14   | 電気が無い!                   | 吉野弘幸       | 南康宏                     | 南康宏            | 山口晋         | 山口晋               | 2001年 1月10日 |
| 15   | 怪談! 学校のデータウェポン    | 外池省二       | 紅優                       | 小野学            | 久行宏和       | 池田有               | 1月17日        |
| 16   | 月の悪魔                      | 小林靖子       | 菱川直樹                   | 菱川直樹          | しんぼたくろう | 中田栄治             | 1月24日        |
| 17   | ラゴウの牙                    | 外池省二       | 谷口悟朗                   | 粟井重紀          | 鈴木雄大       | 鈴木雄大             | 1月31日        |
| 18   | 深度8000Mの戦い               | 吉野弘幸       | 福田己津央 南康宏          | 南康宏            | 高橋晃         | 高橋晃               | 2月7日         |
| 19   | よみがえる命                  | 吉野弘幸       | 小原正和                   | 小原正和          | 山口晋         | 山口晋               | 2月14日        |
| 20   | 燃えろ! 銀河!!                | あみやまさはる | 紅優                       | 高木茂樹          | 久行宏和       | 池田有               | 2月21日        |
| 21   | 黒騎士復活!                   | 小林靖子       | 菱川直樹                   | 菱川直樹          | 高橋晃         | 高橋晃               | 2月28日        |
| 22   | 母の秘密                      | 外池省二       | 小野学                     | 小野学            | しんぼたくろう | 中田栄治             | 3月7日         |
| 23   | 閉ざされた記憶                | 両澤千晶       | 福田己津央 高木茂樹 南康宏 | 南康宏            | 高橋晃         | 高橋晃               | 3月14日        |
| 24   | 長い夜                        | 外池省二       | 高木茂樹 小原正和          | 川島宏            | 山沢実         | 山沢実               | 3月21日        |
| 25   | 炎の中で                      | あみやまさはる | 山口晋                     | 小原正和          | 山口晋         | 山口晋               | 3月28日        |
| 26   | 螺旋城の落ちる日              | 吉野弘幸       | 日高政光                   | 高木茂樹          | 久行宏和       | 池田有               | 4月4日         |
| 27   | 忍びよる影                    | 小林靖子       | 川島宏                     | 菱川直樹 高田昌宏 | 高橋晃         | 高橋晃               | 4月11日        |
| 28   | スバルの挑戦                  | あみやまさはる | 小野学 福田己津央          | 小野学            | しんぼたくろう | 中田栄治             | 4月18日        |
| 29   | 北斗の危機!                   | 外池省二       | 菱川直樹 南康宏            | 南康宏            | 高橋晃         | 高橋晃               | 4月25日        |
| 30   | 最大の敵!                     | 吉野弘幸       | 福田己津央 日高政光        | 高木茂樹          | 久行宏和       | 池田有               | 5月2日         |
| 31   | 北斗の叫び、銀河の涙          | 吉野弘幸       | 小原正和 山口晋            | 小原正和          | 山口晋         | 山口晋               | 5月9日         |
| 32   | 飛べ! スバル!                 | 浅野智哉       | 菱川直樹                   | 菱川直樹 高田昌宏 | しんぼたくろう | 中田栄治             | 5月16日        |
| 33   | GEAR壊滅!                     | 外池省二       | 小野学 福田己津央          | 小野学            | 高橋晃         | 高橋晃               | 5月23日        |
| 34   | ゼロ・アタック!!              | 木村暢         | 小野学 高木茂樹            | 南康宏            | 久行宏和       | 池田有 井村学        | 5月30日        |
| 35   | 発進! 宇宙（そら）へ          | 浅野智哉       | 南康宏 菱川直樹 福田己津央 | 高木茂樹          | 高橋晃         | 高橋晃               | 6月6日         |
| 36   | 嵐の海                        | 木村暢         | 小原正和 福田己津央 南康宏 | 小原正和          | しんぼたくろう | 中田栄治             | 6月13日        |
| 37   | アルクトスの真実              | 吉野弘幸       | 菱川直樹 山口晋            | 菱川直樹 高田昌宏 | 山口晋         | 山口晋               | 6月20日        |
| 38   | 星の伝説 -そして、始まりの日- | 両澤千晶       | 南康宏 小野学 福田己津央   | 福田己津央 小野学 | 久行宏和       | 池田有 井村学 重田智 | 6月27日        |

## 書籍
コミカライズ
月刊『コミックボンボン』にて連載（作画：今木商事）。原作とは大きく異なる展開を見せている。
ノベライズ
TVシリーズ本編では使用されなかった没設定が採用されている。出版は集英社。レーベルはスーパーダッシュ文庫。
- GEAR戦士電童上巻 輝く銀河 光の北斗（2001年5月、ISBN 4-08-630033-8）
- GEAR戦士電童下巻 北斗の叫び 銀河の涙（2001年6月、ISBN 4-08-630036-2）
- GEAR戦士電童外伝 天空の乙女 蒼天の騎士（2001年9月、ISBN 4-08-630049-4）

## 外部出演
- SUNRISE WORLDWAR from サンライズ英雄譚
- スーパーロボット大戦R
- スーパーロボット大戦MX
- スーパーロボット大戦Card Chronicle
- スーパーロボット大戦X-Ω